# نورالله منیر
نورالله منیر سیاستمدار اهل افغانستان است. از ۷ سپتامبر ۲۰۲۱ به حیث سرپرست وزارت معارف افغانستان منصوب گردید.
، در دوره قبلی طالبان وظایف متنوع داشته‌ است و از اعضای مهم طالبان بوده و هست. 

## زندگی شخص
شیخ نور الله منیر در ولسوالی اندر ولایت غزني چشم به جهان ګشود.